# Municipi de Holstebro
El municipi de Holstebro és un municipi danès que va ser creat l'1 de gener del 2007 com a part de la Reforma Municipal Danesa, integrant els antics municipis de Ulfborg-Vemb i el de Vinderup amb el de Holstebro. El municipi és situat a l'oest de la península de Jutlàndia, a la Regió de Midtjylland i abasta una superfície de 800,19 km².
La ciutat més important i capital del municipi és Holstebro (34.062 habitants el 2009). Altres poblacions són:
- Borbjerg
- Bur
- Ejsing
- Herrup
- Hvam Mejeriby
- Idom
- Krunderup
- Mejrup Kirkeby
- Mogenstrup
- Nørre Felding
- Ryde
- Sevel
- Skave
- Sønder Nissum
- Staby
- Thorsminde
- Tvis
- Ulfborg
- Vemb
- Vinderup

## Consell municipal
Resultats de les eleccions del 18 de novembre del 2009:
| Partit                       | vots | % vots |
| ---------------------------- | ---- | ------ |
| Socialdemokratiet            | 9211 | 28,5   |
| Det Radikale Venstre         | 2470 | 7,6    |
| Det Konservative Folkeparti  | 3604 | 11,1   |
| Sputniklisten                | 117  | 0,4    |
| Socialistisk Folkeparti      | 3668 | 11,3   |
| Kristendemokraterne          | 712  | 2,2    |
| Dansk Folkeparti             | 3462 | 10,7   |
| Venstre                      | 8924 | 27,6   |
| Enhedslisten - De Rød-Grønne | 203  | 0,6    |

### Alcaldes
| Alcalde      | Període               | Partit            |
| ------------ | --------------------- | ----------------- |
| Arne Lægaard | 1-1-2007 a 31-12-2009 | Venstre           |
| H.C. Østerby | 1-1-2010 a 31-12-2013 | Socialdemokratiet |